# Toppenish
Toppenish è una città degli Stati Uniti d'America, situata nello Stato di Washington e in particolare nella Contea di Yakima, all'interno della riserva indiana Yakama istituita nel 1855.
Al censimento del 2010, Toppenish contava 8 949 abitanti.